# Матроска
Матроска (на украински: Матроска) е село в южна Украйна, административен център на селски съвет Матроска в Измаилски район на Одеска област. Населението му според преброяването през 2001 г. е 2259 души.

## Население

### Езици
Численост и дял на населението по роден език, според преброяването на населението през 2001 г.:
| Роден език | Численост | Дял (в %) |
| Общо       | 2259      | 100.00    |
| Украински  | 1884      | 83.39     |
| Руски      | 280       | 12.39     |
| Молдовски  | 45        | 1.99      |
| Български  | 31        | 1.37      |
| Беларуски  | 9         | 0.39      |
| Гагаузки   | 2         | 0.08      |
| Немски     | 1         | 0.04      |
| Полски     | 1         | 0.04      |
| Други      | 6         | 0.26      |